# Municipio de Beaver Bay
El municipio de Beaver Bay (en inglés: Beaver Bay Township) es un municipio ubicado en el condado de Lake en el estado estadounidense de Minnesota. En el año 2010 tenía una población de 473 habitantes y una densidad poblacional de 1,31 personas por km².

## Geografía
El municipio de Beaver Bay se encuentra ubicado en las coordenadas 47°22′26″N 91°19′16″O / 47.37389, -91.32111. Según la Oficina del Censo de los Estados Unidos, el municipio tiene una superficie total de 362.09 km², de la cual 358,16 km² corresponden a tierra firme y (1,09 %) 3,93 km² es agua.

## Demografía
Según el censo de 2010, había 473 personas residiendo en el municipio de Beaver Bay. La densidad de población era de 1,31 hab./km². De los 473 habitantes, el municipio de Beaver Bay estaba compuesto por el 98,52 % blancos, el 0,21 % eran amerindios, el 0,42 % eran asiáticos y el 0,85 % eran de una mezcla de razas. Del total de la población el 0,21 % eran hispanos o latinos de cualquier raza.